# Skotræ
|  | Sammenskrivningsforslag Artiklen Skotræ er foreslået føjet ind i Skoblok. (Siden april 2019) Diskutér forslaget |

Skotræ sættes i sko, mens de opbevares, for at holde skoens form og vedligeholde dem.
Der findes flere forskellige former for skotræ. Man kan både købe billige skotræ lavet af plastik, men også dyrere skotræ lavet af cedertræ. Prisen varierer ofte mellem 50 - 200 danske kroner.
Skotræ kaldes også skoblokke og skoudfyldere.